# Potres v Al Haouzu 2023
8. septembra 2023 ob 23:11 DST (22:11 UTC) je maroško provinco Al Haouz prizadel potres s trenutno magnitudo 6,9 in največjo Mercallijevo intenziteto IX (silovito). Epicenter potresa je bil 73,4 km jugozahodno od Marakeša, blizu mesta Ighil in smučišča Oukaïmeden v gorovju Atlas. Nastal je kot posledica plitvega poševnega nariva pod gorovjem. Poročali so o najmanj 2960 smrtnih žrtvah, večina pa se je zgodila zunaj Marakeša. Škoda je bila zelo razširjena, zgodovinske znamenitosti v Marakešu so bile uničene. Potres so čutili tudi v Španiji, na Portugalskem in v Alžiriji.
To je najmočnejši instrumentalno zabeležen potres v Maroku, najsmrtonosnejši v državi po potresu v Agadirju leta 1960 in drugi najsmrtonosnejši potres leta 2023 po potresih v Turčiji in Siriji. Zaradi njegove magnitude je tudi največji potres na afriški celini po potresu z močjo 7,0 Mw v Mozambiku leta 2006 in največji v severni Afriki po potresu v El Asnamu z močjo 7,1 Mw leta 1980. Prizadetih je bilo več kot 2,8 milijona ljudi iz Marakeša in območij okoli gorovja Atlas, vključno s 100.000 otroki. Po potresu so številne države ponudile humanitarno pomoč, Maroko pa je razglasil tridnevno nacionalno žalovanje.

## Tektonsko okolje
Severni Maroko leži blizu meje med Afriško in Evrazijsko ploščo, Azorsko-Gibraltarsko prelomno območje. Na svojem vzhodnem koncu ta transformacijska cona prehaja v transpresijsko cono, v kateri nastanejo veliki narivni prelomi. Vzhodno od Gibraltarskega preliva, v morju Alborán, meja preide v tip trka. Večina seizmičnosti v Maroku je povezana z gibanjem na meji te plošče, pri čemer se največja potresna nevarnost pojavlja na severu države blizu meje. Stopnja konvergence, to je hitrost, s katero se plošči premikata ena proti drugi, je relativno nizka in znaša 4 milimetre na leto. S tem povezano stiskanje zemeljske skorje absorbira obsežno območje, ki sega do gorovja Atlas na jugu. Visoki Atlas prečkajo zdrsni prelomi in narivi v smeri vzhod-zahod in severovzhod-jugozahod. Zaradi počasne konvergence se veliki potresi v regiji pojavljajo relativno redko.
Leta 2004 je Al Hoceimo prizadel potres z močjo 6,4 MW, ki je ubil 628 ljudi in ranjenih je bilo 926. Potres z magnitudo 7,3, ki je leta 1980 prizadel sosednjo Alžirijo, je ubil 2500 ljudi. Potres v Agadirju leta 1960 je bil še bolj uničujoč, saj je umrlo do 15.000 ljudi.

## Potres
Po podatkih ameriškega geološkega zavoda (USGS) se je potres zgodil znotraj Afriške plošče, približno 550 kilometrov od meje plošče z Evrazijsko ploščo. Vir potresa je bil na prelomu v Visokem Atlasu na globini 19 kilometrov. Ocenjena velikost cone preloma je 30 km × 20 km. Po podatkih maroškega Nacionalnega inštituta za geofiziko je bilo žarišče potresa v provinci Al Haouz, 72 kilometrov jugozahodno od Marakeša. Žarišče potresa je imelo vidike nariva in zdrsa. Podatki, pridobljeni z uporabo InSAR, kažejo, da je do razpoke prišlo na prelomnici Tizi n'Test, ki sega proti JZ-SV, poimenovanem po gorskem prelazu Tizi n'Test, in ni segala do površja Zemlje. Od leta 1900 je bilo samo devet potresov z magnitudo vsaj 5,0 znotraj 500 kilometrov od epicentra glavnega potresa; nobeden od teh ni imel magnitude 6,0 ali višje.
Potres je bil najmočnejši instrumentalno zabeležen v sodobni zgodovini Maroka in ga presegajo le zgornje ocene potresa v Meknesu leta 1755 z magnitudo 6,5–7,0.
Po podatkih Evropsko-mediteranskega seizmološkega centra so potres čutili tudi na Portugalskem, v Španiji, Mavretaniji, Alžiriji in Zahodni Sahari. Glavni sunek je trajal nekaj sekund. 4,9 mb popotresni sunek se je zgodil 19 minut po glavnem sunku. V prvih 80 urah po glavnem sunku je bilo zabeleženih več kot 85 popotresnih sunkov, vsi razen enega z magnitudo pod 4,0.
Dosledna poročila kažejo, da so se potresni sunki pojavili pred dogodkom.

## Škoda in žrtve
Umrlo je najmanj 2960 ljudi, 5674 pa je bilo ranjenih vključno z več kot 2500 drugimi, ki so bili resno ranjeni. Veliko smrtnih žrtev je bilo na oddaljenih lokacijah južno od Marakeša. V provincah Al-Haouz in Taroudant je število smrtnih žrtev znašalo 1684 oziroma 980. Enainštirideset ljudi je umrlo v Ouarzazateju; 400 v Taroudantu; 202 v Chichaoui; 100 v Douzrouju; 40 v Mulaj Brahimu; 30 v Ouirganu; 15 v Tinmelu; 36 v Anerniju; 22 v Tinzartu in 18 umrlo v Marakešu. Smrti so se zgodile tudi v Casablanci, Agadirju in Jusufiji. Med smrtnimi žrtvami so bili štirje francoski in britanski državljan. Petnajst Francozov in nekaj Američanov je bilo ranjenih. Poškodovanih je bilo najmanj 40.759 hiš in 2930 vasi; Zrušilo se je 19.095 dodatnih hiš. Poškodovanih je bilo najmanj 585 šol, umrlo je sedem učiteljev, 39 drugih pa je bilo ranjenih. Samo v Al-Haouzu je bilo prizadetih več kot 18.000 družin. Ena oseba je bila poškodovana zaradi skalnih podorov v Imi N'Tala po popotresnem sunku 13. septembra.
Potres je povzročil 7 milijard dolarjev škode; neposredna gospodarska izguba v višini 308 milijonov dolarjev je predstavljala 0,24 državnega BDP. Večina škode je nastala v Marakešu in petih provincah okoli epicentra. V bližini epicentra, v Amizmizu, so poročali o škodi, reševalci pa so z rokami prebirali ruševine. Skoraj vseh od 50 tradicionalnih hiš v vasi Madžat je bilo uničenih in na desetine ljudi je umrlo. Devetdeset odstotkov hiš v Asniju je bilo uničenih, medtem ko so v Essaouiri pročelja stavb podrta.
Nekateri domovi v starejših okrožjih Marakeša in deli mestnega obzidja so se zrušili; pri Džema el-Fna so se minaret mošeje Karbuš in deli njenega obzidja zrušili na vozila. Škoda je nastala tudi v mošeji Kutubija, medtem ko se je zrušilo tudi več zgodovinskih stavb v Medini v Marakešu. Stolp mošeje Tinmel se je delno zrušil in okoliški zidovi so padli.
Mesta Tafeghaghte, Adassil in Imlil ter bližnje vasi, ki obkrožajo goro Džebel Toubkal, so bile uničene ali močno poškodovane. Ocenjuje se, da je bilo v Ijoukaku uničenih 200 domov, med 80 in 100 prebivalcev, približno polovica prebivalstva, pa je bilo ubitih. V Tafeghahteju, vasi z 200 prebivalci, jih je 90 umrlo, mnogi pa so še vedno pogrešani. Hudo poškodovana je bila tudi vas Ighil, blizu epicentra, vendar se je zgodila samo ena poškodba, saj so bili skoraj vsi prebivalci vasi v času potresa na poroki na prostem. V Adassilu je bilo ubitih 32 učencev iste šole. Zunaj Agadirja, v vaseh Taqi in Tadrart, je bilo uničenih veliko domov. V vasi Imi N'Tala je umrlo najmanj 70 ljudi. V mestu Taroudant je bilo več starih ali zgodovinskih okrožij močno poškodovanih. Razmere v Tinzartu so opisali kot »en ogromen kup ruševin«.
- Posledice

## Posledice in ukrepi
V Marakešu so ljudje ročno čistili ruševine, medtem ko so čakali na prihod opreme. Številni prebivalci so ostali na prostem zaradi strahu pred popotresnimi sunki. Družbeni mediji so prikazali ljudi, ki evakuirajo nakupovalno središče, restavracije in domove. Prebivalci so svoje domove zapustili tudi v prestolnici Rabat - 350 km severno od epicentra - in v obalnem mestu Imsouane. Na podeželju so poročali o pomanjkanju nujnih zatočišč, hrane in pitne vode.
Generalni sekretar generalnega direktorata za notranje zadeve je dejal, da uradniki, vključno z varnostnimi ekipami, zbirajo vire za dostavo pomoči in oceno škode. Število poškodovanih ljudi, sprejetih v marakeške bolnišnice, se je močno povečalo. Prebivalce mesta so pozvali k darovanju krvi.
Kralj Mohamed VI se več kot 24 ur ni javno odzval na katastrofo. Kot se je izkazalo, je bil očitno v Franciji od 1. septembra, da bi se zdravil zaradi imunske motnje. Le 48 ur po potresu je Mohamed dovolil pomoč štirih držav: Španije, Združenega kraljestva, Združenih arabskih emiratov in Katarja. Skupaj je več kot 60 držav, vključno z Nemčijo, ponudilo pomoč, a jo je kralj zavrnil.